# Omara Portuondo
Omara Portuondo Peláez (Cayo Hueso, 29 ottobre 1930) è una cantante cubana naturalizzata spagnola.
Interprete di son e habanera, è anche una dei massimi rappresentanti del cosiddetto Feeling.
Ha raggiunto una grande popolarità grazie al progetto musicale e cinematografico Buena Vista Social Club
Sua madre apparteneva a una famiglia cubana di origine spagnola e avrebbe dovuto sposarsi con un uomo appartenente a una famiglia della buona società, ma era scappata con l'uomo che amava, un giocatore della squadra nazionale di baseball. 
Omara, nata nel quartiere Cayo Hueso dell'Avana, ricorda le canzoni, tra le quali La bayamesa, di Ernesto Grenet e Sindo Garay.

## Biografia
Quando sua sorella Haydée divenne una ballerina al famoso cabaret Tropicana dell'Avana, Omara la seguì poco dopo e, nel 1945, allorché una ballerina si ritirò due giorni prima di una rappresentazione importante, le fu chiesto di sostituirla. Incominciò così la carriera di ballerina, formando in seguito una coppia con Rolando Espinosa che divenne famosa.
Insieme a musicisti come Cesar Portillo de la Luz, José Antonio Méndez, Frank Emilio Flynn, Justo Fuentes e Tania Castellanos fu una esponente del gruppo di artisti conosciuto come movimiento del filin.
Andò in tournée per sei mesi negli Stati Uniti d'America con il gruppo Cuarteto de Orlando de la Rosa. Nel 1951 si unì al gruppo musicale Las Anacaonas e quindi al quartetto Las D'Aida, sotto la direzione della pianista Aida Diestro.
Il suo primo lavoro discografico come solista fu Magia Negra; l'album includeva alcuni pezzi classici di musica cubana e alcune cover di jazz come Caravan di Duke Ellington.
Negli anni '70 cantò con l'Orquesta Aragón. Nella decade successiva cantò con Adalberto Álvarez e successivamente con Chucho Valdés, con il quale incise l'album Desafíos.
Dopo aver partecipato con Ibrahim Ferrer, Rubén González, Eliades Ochoa, Compay Segundo, Faustino Oramas e Pío Leyva, nell'album Buena Vista Social Club di Ry Cooder, dove aveva interpretato il bolero latino americano di stile habanera Veinte años di Maria Teresa Vera, la sua fama divenne mondiale. L'album ottenne il Grammy e segnò l'inizio della carriera internazionale della cantante.
Omara Portuondo si è esibita in Giappone, Europa e in tutto il continente americano, interpretando canzoni di genere son, bolero e danzón.
Nella sua lunga carriera artistica ha pubblicato numerosi album, fra i quali ricordiamo Flor de Amor e Buena Vista Social Club presents Omara Portuondo.
Nel 2009 ha inciso il brano "Malegria" presente nell'album Maison Maravilha del cantautore italiano Joe Barbieri.

## Discografia essenziale
- 1996: Palabras
- 1996: Buena Vista Social Club
- 1997: Omara Portuondo & Martin Rojas
- 1997: A toda Cuba le gusta (con gli Afro-Cuban All Stars)
- 1999: Desafíos (con Chucho Valdés)
- 1999: Oro musical
- 1999: Magia negra (riedizione)
- 1999: Buena Vista Social Club Presents Ibrahim Ferrer
- 2000: Buena Vista Social Club Presents Omara Portuondo
- 2000: Roots of Buena Vista
- 2000: La colección cubana
- 2001: Pensamiento
- 2001: La sitiera
- 2001: You
- 2002: 18 joyas inéditas
- 2002: La gran Omara Portuondo
- 2002: La novia del Filin
- 2002: Dos gardenias
- 2004: Flor de amor
- 2008: Gracias
- 2008: Omara Siempre